# Drosanthemum laxum
Drosanthemum laxum är en isörtsväxtart som beskrevs av L. Bol. Drosanthemum laxum ingår i släktet Drosanthemum och familjen isörtsväxter. Inga underarter finns listade i Catalogue of Life.